# Dunbartonshire
Dunbartonshire (Schots-Gaelisch: Siorrachd Dhùn Bhreatainn) is een historisch graafschap, lieutenancy area en registration county in het zuidwesten van het vasteland van Schotland. Dunbartonshire ligt in het noordwesten van de Midland Valley, ten noorden van de Clyde. De hoofdplaats is Dumbarton.
In 1975 werd het bestuurlijk conform de Local Government (Scotland) Act van 1973 ondergebracht onder de toen nieuw gevormde regio Strathclyde. Bij de opheffing van Strathclyde en de vorming vanaf 1996 van de council areas verschoven de grenzen. Het gebied van Dunbartonshire werd ingedeeld in onder meer de council areas van West Dunbartonshire en East Dunbartonshire hoewel deze laatste ook delen van de historische graafschappen Stirlingshire en Lanarkshire bevat. Daarnaast belanden andere delen van het historische Dunbartonshire in de council areas van Argyll and Bute en North Lanarkshire. Argyll and Bute kreeg de burgh Helensburgh en gebied rond Loch Lomond toegewezen. In North Lanarkshire gaat het om de exclave van Cumbernauld.
Dunbartonshire wordt nog wel gebruikt als Lieutenancy area.
Tot Dunbartonshire behoren naast Dumbarton tevens de burghs van Bearsden, Clydebank, Cumbernauld, Helensburgh, Kirkintilloch en Milngavie en de towns van Alexandria, Balloch en Lenzie.
Doorheen de tijd zijn Dunbarton en Dumbarton, Dunbartonshire en Dumbartonshire door mekaar gebruikt.  Tegenwoordig spreekt men van de burgh Dumbarton en de lieutenancy area Dunbartonshire.